# Арнт, Янни
Янни Арнт Йенсен (дат. Janni Arnth Jensen; род. 15 октября 1986, Оутруп, Рибе) — датская футболистка, защитница. Серебряный призёр чемпионата Европы 2017 года в составе сборной Дании.

### Клубная карьера
Профессиональную карьеру начала в «Оутрупе» из своего родного города, затем перешла в «Варде». В 2007 году перешла в «Фортуну» из Йёрринга.
В 2014 году перешла в «Линчёпинг». В ноябре 2016 года продлила контракт с клубом ещё на два сезона. По ходу сезона 2017 года, после перехода Магдалены Эрикссон в «Челси», стала капитаном команды.
15 сентября 2021 года перешла в шотландский клуб «Рейнджерс».

## Карьера в сборной
В составе национальной команды с 2010 года. Участница двух чемпионатов Европы.

## Достижения
«Фортуна»
- Чемпионка Дании: 2009/10

«Линчёпинг»
- Чемпионка Швеции: 2016 ,2017
- Обладательница Кубка Швеции: 2014